# Claudio Caligari
Claudio Caligari (7 de febrer de 1948 - 26 de maig de 2015) va ser un director i guionista italià.

## Vida i carrera
Nascut a Arona (Piemont), Caligari va començar la seva carrera com a documentalista, col·laborant sovint amb Franco Barbero; el seu primer treball va ser Perché droga (1975).Va debutar al llargmetratge l'any 1983, amb el drama centrat en les drogues Amore tossico, que va guanyar el premi De Sica a la 40a Mostra Internacional de Cinema de Venècia. Només quinze anys després va dirigir una altra obra, el neo-noir L'odore della notte. Va completar el muntatge de la seva tercera i darrera pel·lícula, Non essere cattivo, pocs dies abans de morir a causa d'un tumor.

## Filmografia
- Lotte nel Belice (1977)
- Amore tossico (1983)
- L'odore della notte (1998)
- Non essere cattivo (2015)

## Premis i reconeixement

### Festival de Venècia
- 1983 - Premi Vittorio De Sica per Amore tossico

### David di Donatello
- 2016 - Nominació al a millor pel·lícula per Non essere cattivo
- 2016 - Nominació al millor director per Non essere cattivo
- 2016 - Nominació al millor argument per Non essere cattivo
- 2016 – Nominació al David Jove per Non essere cattivo